# Držovický potok
Držovický potok je menší vodní tok na pomezí Českého středohoří a Ralské pahorkatiny, pravostranný přítok Ličenického potoka v okrese Litoměřice v Ústeckém kraji. Délka toku činí 2,8 kilometru.

## Průběh toku
Potok pramení v lese východně od osady Dolní Bukovina, spadající pod město Úštěk, v nadmořské výšce 416 metrů. Potok teče po celou délku svého toku jihovýchodním směrem a protéká vesnicí Držovice, částí Úštěka. Na poli mezi Starým Týnem a Ličenicemi se Držovický potok zprava vlévá do Ličenického potoka v nadmořské výšce 268 metrů.